# 北海道旭川工業高等学校
北海道旭川工業高等学校（ほっかいどう あさひかわこうぎょうこうとうがっこう、英: Hokkaido Asahikawa Technical High School）は、北海道旭川市緑が丘東4条1丁目に所在する道立工業高等学校。北海道内では最も学科の多い工業高校である。北海道の工業高校内では旭工の通称で呼ばれている。

## 沿革
- 1941年
  - 2月25日 - 文部省告示第163号を以って、北海道庁立旭川工業学校として設立認可される。応用化学科・建築科・土木科の3学科を設置する。
  - 4月21日 - 開校式を挙行する。
  - 6月1日 - 校章を制定する。
- 1942年10月21日 - 校旗を制定する。
- 1943年12月10日 - 校歌を制定する。
- 1948年
  - 3月31日 - 学制改革により、北海道立旭川工業高等学校となる。
  - 4月1日 - 第二工業学校に併置されていた旭川市立工業学校が本校に移転し、旭川市立工業高等学校（夜間部）となり、建築科・土木科の2学科を設置する。
- 1949年3月31日 - 旭川市立工業高等学校を併合し、本校定時制とする。
- 1950年
  - 4月1日 - 北海道旭川工業高等学校となる。
  - 6月27日 - 校訓を制定する。
- 1951年3月14日 - 電気科を設置する。
- 1956年2月28日 - 機械科を設置する。
- 1957年2月28日 - 校訓と実践目標を改定する。
- 1958年2月18日 - 自動車科を設置する。
- 1961年1月18日 - 全日制課程に電子工業科を設置し、定時制課程に電気科を設置する。
- 1963年4月1日 - 電子工業科を電子科に変更する。
- 1982年3月〜6月　現在地に校舎を新設、移転。
- 1994年4月1日 - 機械科を電子機械科に変更する。
- 1998年4月1日 - 電子科を情報技術科に変更する。
- 2016年4月1日 - 定時制課程建築科、土木科の２科を建築・土木科に統合。
- 2017年度の入学試験をもって自動車科の人員募集を停止。
- 2020年3月31日 - 自動車科を閉科。

## 部活動
- 体育系
  - 野球部
  - ラグビー部
  - バスケットボール部
  - ソフトテニス部
  - 陸上部
  - 卓球部
  - バドミントン部
  - 柔道部
  - 剣道部
  - ボクシング部
  - サッカー部
  - バレーボール部
  - 山岳部
- 文化系
  - 情報処理部
  - 写真部
  - 吹奏楽部
  - 写真部
  - 演劇部
  - 美術部
- 外局
  - 新聞局
  - 図書局
  - 放送局
- 同好会
  - ボランティア同好会
- 定時制
  - バドミントン部
  - 卓球部
  - バスケットボール部
  - 軽音楽部
  - 写真部
  - ドローン部
  - 新聞局

## 生徒会

### 生徒会の行事
- 対面式、部活動紹介、生徒総会、工高祭、旭工オリンピック、体育文化大会がある。対面式、部活動紹介は新入生に対して在校生が科や学校について、部や同好会についての説明や勧誘を行う。工高祭は（一般に学校祭といわれるもの）は、2004年度までは隔年開催だったが、2005年度生徒会の提案・活動によって同年度から毎年開催になった。
- 定時制は年3回の球技大会、「食の感謝祭」と呼ばれるバーベキュー大会、外部の協力を得るものとして映画鑑賞、送別ボウリング大会、スノーキャンドルが行われる。

## 著名な出身者

### スポーツ
- 星野伸之（元プロ野球選手）
- 鈴木貴志（元プロ野球選手）
- 武隈祥太（プロ野球選手）
- 大西樹（ラグビー選手）
- 安廣一哉（空手家、プロキックボクサー）
- 遠山向人（バスケットボール指導者）

### その他
- 福嶋康博（エニックス創業者、スクウェア・エニックス相談役名誉会長）[1]
- 堀川政司（ツルハホールディングス社長）